# 上瀬野信号所
上瀬野信号所（かみせのしんごうじょ）は、かつて広島県安芸郡瀬野川町（現・広島市安芸区上瀬野町）にあった、鉄道院（後の鉄道省。現・JR）山陽本線の信号場である。

## 歴史
信号所ができた1912年（大正元年）当時、山陽本線は単線であった。しかし、同地は賀茂台地へと上る急坂であり「西の箱根越え」と言われた坂であった上に、隣の八本松駅と瀬野駅の間は6.6 M（10.6 km）あり、閉塞区間が長かった。その事態を解消するため、八本松 - 瀬野間（通称セノハチ）と呼ばれる区間のほぼ中間地点に信号所を作ることが決定した。

### 年表
- 1912年（大正元年）11月20日：開業[1]。
- 1917年（大正6年）12月2日：旅客48列車が上り線引き上げ線車止めで止まれずに岩壁に激突する事故が発生する。
- 1922年（大正11年）4月1日：信号場に改称する[1]。
- 1923年（大正12年）3月30日：山陽本線複線化に併せて信号所に改称[1]。この時点で信号所の機能は事実上停止したという見方もある。
- 1939年（昭和14年）8月21日：信号所を廃止する[1]。

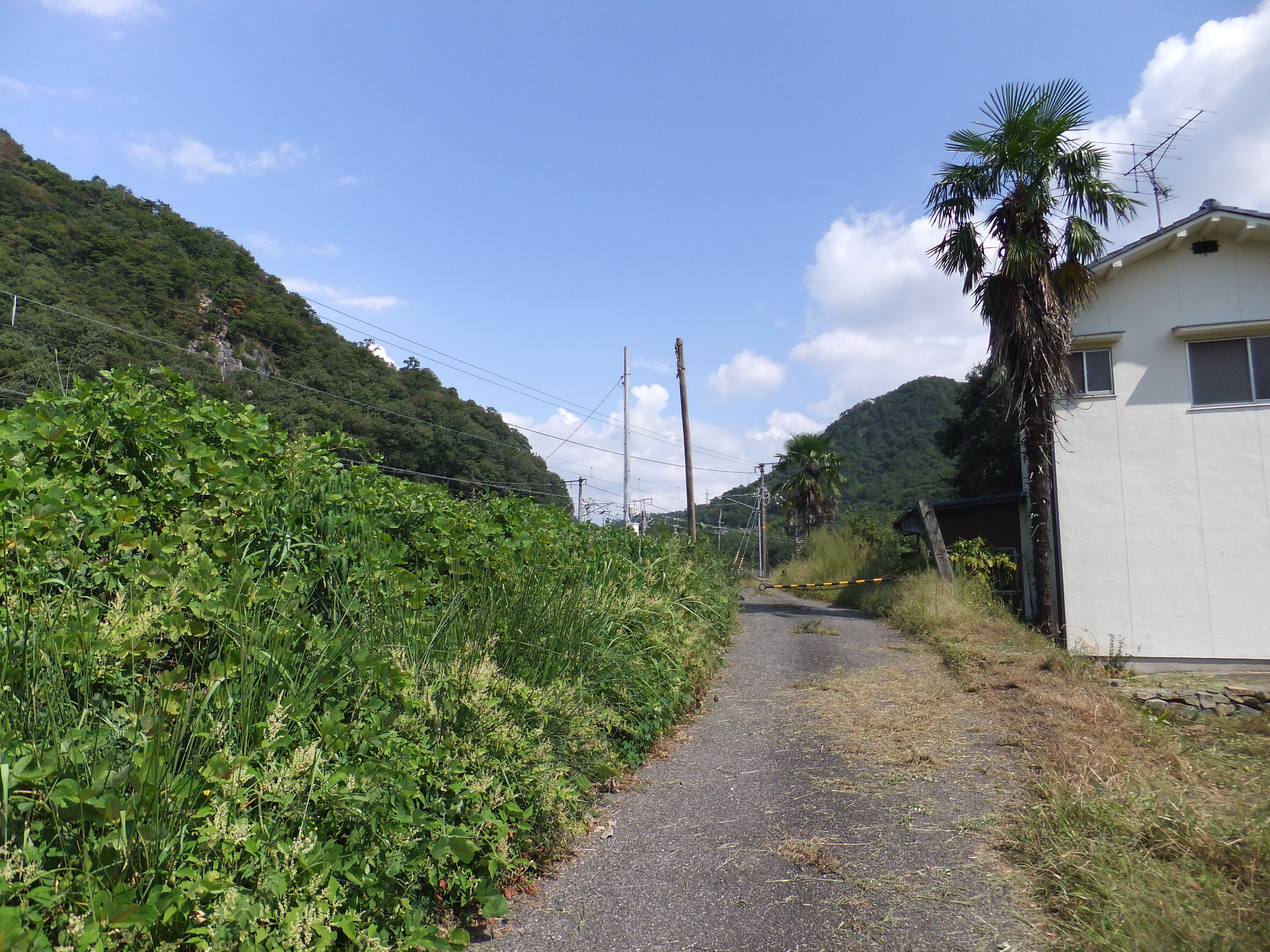
信号所跡へのアプローチ（2012年9月）
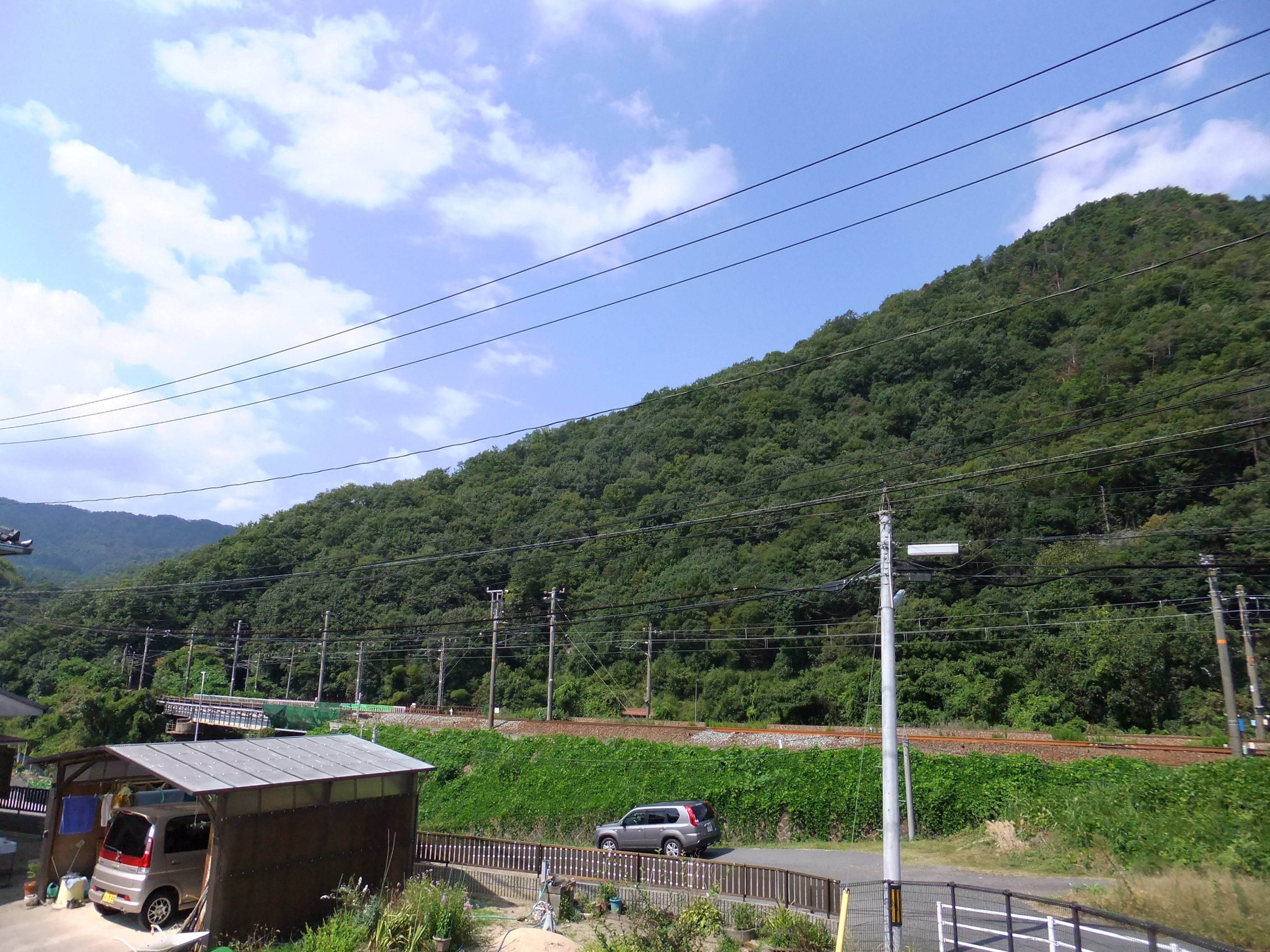
信号所跡付近の遠景（2012年9月）

## 構造
スイッチバック式の信号場であった。跡地には留置線がわずかに残り、信号所の痕跡をわずかにとどめている。当信号場の引き上げ線は下り線が470 m、上り線が440 mであった。

## 周辺
山間部に位置し、小規模な集落がある。付近を国道2号が通り、瀬野川が流れる。
- 万葉歌碑
- 籠立場跡（久井原橋）
- 吉田松陰詩詠の地
- 瀬野川公園 - 南側の山間にある運動公園。D51形蒸気機関車（720号機）が静態保存されている。
- 国道2号 - 東広島バイパスとの並走区間。近隣に上瀬野ICがある。
- 瀬野川

## 隣の駅
鉄道省
山陽本線
八本松駅 - 上瀬野信号所 - 瀬野駅